# Fortuna (Múrcia)
Fortuna és una vila i municipi de la Regió de Múrcia, comarca de l'Oriental amb 7.707 habitants en una superfície de 148,9 km² i una densitat de població de 51,72 hab/km². És seu d'un important balneari. Limita amb Favanella, Jumella, Abarán, Blanca, Molina de Segura, Múrcia, Santomera i Oriola.

## Fills il·lustres
- Vicente Cuenca Lucherini (1829-1868) músic i escriptor.